# Jérôme Poirot
Pour les articles homonymes, voir Poirot.
Jérôme Poirot, né en octobre 1964, est un haut fonctionnaire et auteur français.

## Biographie

### Jeunesse et études
Jérôme Poirot est titulaire d’un DEA d’aménagement de l’espace obtenu à l'université de Nancy II. Il passe ensuite un DESS de transport et logistique à l'université de Paris IV. 
Docteur en géographie de l’université Paris IV et diplômé de l’École Supérieure des Transports, il est admis à l’ENA (promotion Averroès).

### Parcours professionnel
À l'issue de sa scolarité, il rejoint en avril 2000 le corps des administrateurs de la ville de Paris, où il est affecté à la direction des finances. En 2004, il est nommé conseiller technique aux cabinets de Nicolas Sarkozy, ministre d'État, ministre de l'Économie, des Finances et de l’Industrie, et de Dominique Bussereau, secrétaire d'État au Budget.
De septembre 2007 à juin 2009, il est conseiller technique puis conseiller chargé du budget, des questions statutaires et immobilières, et des relations sociales au cabinet de Rachida Dati, ministre de la Justice.
En juin 2009, il est nommé adjoint du Coordonnateur National du Renseignement à la Présidence de la République et est chargé, notamment, des questions économiques, fonction qu’il occupe pendant 6 ans. Il rejoint ensuite en 2015, l'ADIT comme vice-président.
Il a codirigé le Dictionnaire du renseignement, puis par ses ouvrages tente d’apporter une nouvelle vision sur les services de renseignement français en gommant l’image parfois sombre qu’ils peuvent avoir,.
En mars 2020, il est nommé conseiller au cabinet de Nicole Belloubet, garde des Sceaux, où il est chargé du dialogue social et du suivi de l'exécution des réformes jusqu'en juillet 2020.
Il est régulièrement consulté pour présenter les méthodes et techniques des services secrets.

## Œuvres
- Hugues Moutouh, Jérôme Poirot (dir.), Dictionnaire du renseignement, Perrin, 2018, réédition Collection Tempus, 2020
- Jérôme Poirot, Olivier Brun, Le renseignement français en 100 dates (préface d’Olivier Forcade), Perrin, 2022[16]
- Jérôme Poirot, Renseignement et espionnage : Au-delà des légendes, Plon, 2020